# パナソニックテクニカルカレッジ
パナソニックテクニカルカレッジは、大阪府門真市にある職業能力開発短期大学校。職業能力開発促進法に基づき認定職業訓練として認定を受けたパナソニックによる職業訓練施設である。パナソニックで働く若手社員に技能・技術を修得させ、教養豊かな人格形成を目的に設立された。

## 沿革
- 1968年　中学校卒業者以上を対象とする松下電工技能社員養成所（3年制）を開校。
- 1990年　松下電工工科短期大学校に改組。入学資格を、高等学校卒業者に変更。
- 2008年10月　パナソニック電工 工科短期大学校に校名変更[3]。

## 入学者
パナソニックに入社した工業高等学校（機械系、電気系）または高等学校普通科卒業者のうち、工場長の推薦と選考に合格した約20名が入学する。

## 訓練科
- メカトロニクス技術科
- 精密加工技術科

## 卒業後
- 卒業後は、入学前の所属の工場に復帰する。2009年4月現在、パナソニックの国内外の工場で、卒業生308名が現場のリーダーや責任者となっている[4]。

## 基礎データ

### 所在地
- 大阪府門真市大字門真1048 番地 パナソニック株式会社 ライフソリューションズ社本社内[5]